# 平頼任
平 頼任（たいら の よりとう、生年不詳）、村山 頼任（むらやま よりとう）は、平安時代後期の武蔵国多摩郡の武将。平基宗の子。村山頼家の父。野与基永の弟。

## 概要
- 武蔵国多摩郡村山（現在の東京都武蔵村山市）に住み、村山氏を名乗り村山党の始祖となった。
- 子孫は金子氏、宮寺氏、山口氏、仙波氏などと名乗り、武蔵七党として活躍した。